# Klotrimazol
Klotrimazol je chemická látka a léčivo proti kvasinkám. Byl objeven v roce 1969. Nejčastěji se s ním lze setkat ve formě mastí pro zevní použití pod názvy jako je Canesten, Desenex nebo Clotrimazol AL. Tyto formy jsou obvykle dostupné bez receptu. Méně časté jsou formy pro perorální použití.
Mechanizmus účinku je napadení funkce buněčných membrán plísní a kvasinek. Chemicky se jedná o derivát imidazolu. Za pokojové teploty se jedná o pevnou látku s teplotou tání mezi 147 a 149 °C.
Světová zdravotnická organizace (WHO) zařadila tuto látku na svůj seznam esenciálních léčivých látek.